# Lubuk Gonting
Lubuk Gonting is een bestuurslaag in het regentschap Padang Lawas van de provincie Noord-Sumatra, Indonesië. Lubuk Gonting telt 335 inwoners (volkstelling 2010).